# NGC 3392
NGC 3392 ist eine elliptische Galaxie mit aktivem Galaxienkern im Sternbild Großer Bär, die als Seyfert-1-Galaxie katalogisiert wird. Sie ist schätzungsweise 152 Millionen Lichtjahre von der Milchstraße entfernt und hat einen Durchmesser von etwa 35.000 Lj.

In dieser Galaxie leuchtete 2010 die Supernova SN2010Y auf.
Das Objekt wurde am 3. April 1791 von dem britischen Astronomen William Herschel entdeckt.